# Dyscia albersaria
Dyscia albersaria là một loài bướm đêm trong họ Geometridae.